# Уряд Віталія Масола
Уряд Віталія Масола діяв з червня 1994 року по квітень 1995 під керівництвом Віталія Андрійовича Масола.
Після дострокових виборів до Верховної Ради України, що відбулися 27 березня 1994 року більшість в ній в перші дні отримали ліві сили. Роботу нова Верховна Рада 2-го скликання почала 11 травня 1994 р. і вже 18 травня обрала головою О. Мороза, а 16 червня за поданням Президента України Л.Кравчука затвердила Прем'єр-міністром Віталія Масола. Віталій Масол у 1987-1990р.р. вже був головою Ради Міністрів УРСР, і саме він змушений був піти у відставку під тиском протестів голодуючих студентів восени 1990 року.
А вже в червні 1994 відбулися дострокові президентські вибори і 19 липня 1994 року на посаду Президента України вступив Леонід Кучма. Він і почав протягом липня-серпня 1994 року формувати команду нового прем'єра. Частина міністрів попереднього уряду залишилася на своїх посадах.
В урядовій роботі Масол залишився прихильником соціалістичних (антиринкових) поглядів. Кучма не знаходив порозуміння з новим прем'єром і як голова виконавчої гілки влади за тодішньою конституцією і планомірно створював противагу Масолу, ввівши в уряд віце-прем'єрів В. Пінзеника, Є. Марчука, міністра Кабінету Міністрів В. Пустовойтенка. Зрештою В. Масол 6 березня 1995 року розпорядженням Президента від 3.03.1995 року №44/95 був відправлений у відпустку. Указом Президента України виконуючим обов'язки прем'єр-міністра став перший віце-прем'єр Євген Марчук. А 4 квітня 1995 року Верховна Рада України відправила Прем'єр-міністра у відставку в зв'язку з виходом на пенсію.

## Склад уряду
| Посада                                                                          | Особа                                   | Час перебування на посаді                                           |
| ------------------------------------------------------------------------------- | --------------------------------------- | ------------------------------------------------------------------- |
| Прем'єр-міністр                                                                 | Масол Віталій Андрійович                | 16 червня 1994 - 4 квітня 1995                                      |
| Перший віце-прем'єр-міністр                                                     | Самоплавський Валерій Іванович          | 6 липня 1994 - 14 жовтня 1994                                       |
| Міністр лісового господарства                                                   | Самоплавський Валерій Іванович          | З 14 жовтня 1994                                                    |
| Віце-прем'єр-міністр                                                            | Марчук Євген Кирилович                  | 1 липня 1994 - 31 жовтня 1994                                       |
| Перший віце-Прем'єр-міністр                                                     | Марчук Євген Кирилович                  | 31 жовтня 1994 - 8 червня 1995                                      |
| Перший Віце-Прем'єр-міністр з питань економічної реформи                        | Пинзеник Віктор Михайлович              | З 31 жовтня 1994                                                    |
| Віце-Прем'єр-міністр                                                            | Дюба Анатолій Федорович                 | 6 липня 1994 - 7 липня 1995                                         |
| Віце-Прем'єр-міністр                                                            | Плітін Володимир Никифорович            | 6 липня 1994 - 12 червня 1995                                       |
| Віце-Прем'єр-міністр з питань фінансової та банківської діяльності              | Мітюков Ігор Олександрович              | 8 вересня 1994 - 31 липня 1995                                      |
| Віце-Прем'єр-міністр з питань агропромислового комплексу                        | Саблук Петро Трохимович                 | 31 жовтня 1994 - 6 січня 1995                                       |
| Перший віце-Прем'єр-міністр України з питань агропромислового комплексу         | Саблук Петро Трохимович                 | З 6 січня 1995                                                      |
| Віце-прем'єр-міністр з питань гуманітарної політики                             | Курас Іван Федорович                    | З 8 серпня 1994                                                     |
| Міністр економіки                                                               | Шпек Роман Васильович                   | 30 серпня 1993 - 3 липня 1995                                       |
| Міністр сільського господарства і продовольства                                 | Карасик Юрій Михайлович                 | 23 вересня 1993 - 3 серпня 1995                                     |
| Міністр внутрішніх справ                                                        | Радченко Володимир Іванович             | в.о. — 21 липня 1994 — 28 липня 1994, 28 липня 1994 - 3 липня 1995  |
| Міністр енергетики і електрифікації                                             | Семенюк Вілен Миронович                 | 29 вересня 1993 - 3 липня 1995                                      |
| Міністр закордонних справ                                                       | Удовенко Генадій Йосипович              | в.о. — 25 серпня 1994 - 16 вересня 1994, З 16 вересня 1994          |
| Міністр зв'язку                                                                 | Проживальський Олег Петрович            | 29 вересня 1993 - 3 серпня 1995                                     |
| Міністр зовнішніх економічних зв'язків                                          | Осика Сергій Григорович                 | 22 серпня 1994 - 30 січня 1995                                      |
| віце-Прем'єр-міністр України з питань зовнішньоекономічної діяльності           | Осика Сергій Григорович                 | 30 січня 1995 - 11 липня 1995                                       |
| Міністр у справах молоді і спорту                                               | Борзов Валерій Пилипович                | З 29 вересня 1993                                                   |
| Міністр машинобудування, військово-промислового комплексу і конверсії           | Петров Віктор Михайлович                | 6 липня 1994 - 3 серпня 1995                                        |
| Міністр оборони                                                                 | Шмаров Валерій Миколайович              | в.о. — 25 серпня 1994 - 10 жовтня 1994, 10 жовтня 1994              |
| Міністр освіти                                                                  | Згуровський Михайло Захарович           | з 18 листопада 1994                                                 |
| Міністр охорони здоров'я                                                        | Мальцев Володимир Іванович              | 1 липня 1994 - 19 серпня 1994                                       |
| Міністр охорони здоров'я                                                        | Бобров Володимир Олексійович            | 22 серпня 1994 — 14 лютого 1995                                     |
| Міністр охорони навколишнього природного середовища                             | Костенко Юрій Іванович                  | 29 вересня 1993 - 2 січня 1995                                      |
| Міністр охорони навколишнього природного середовища та ядерної безпеки          | Костенко Юрій Іванович                  | З 2 січня 1995 очолив новостворене міністерство                     |
| Міністр праці                                                                   | Каскевич Михайло Григорович             | З 29 вересня 1993                                                   |
| Міністр соціального забезпечення                                                | Єршов Аркадій Віталійович               | З 29 вересня 1993                                                   |
| Міністр промисловості                                                           | Голубченко Анатолій Костянтинович       | 29 вересня 1993 - 3 серпня 1995                                     |
| Міністр вугільної промисловості                                                 | Полтавець Віктор Іванович               | 10 листопада 1994 - 1 грудня 1995                                   |
| Міністр статистики                                                              | Борисенко Микола Іванович               | 29 вересня 1993 - 8 серпня 1996                                     |
| Міністр у справах захисту населення від наслідків аварії на Чорнобильській АЕС. | Готовчиць Георгій Олександрович         | 29 вересня 1993 - †грудень 1994                                     |
| Міністр у справах захисту населення від наслідків аварії на Чорнобильській АЕС. | Холоша Володимир Іванович (в.о.)        | 19 січня 1995 - 5 січня 1996                                        |
| Міністр фінансів                                                                | Германчук Петро Кузьмич                 | З 6 липня 1994                                                      |
| Міністр юстиції                                                                 | Онопенко Василь Васильович              | 8 жовтня 1993 — 7 серпня 1995                                       |
| Міністр рибного господарства                                                    | Шведенко Микола Миколайович             | 30 листопада 1994 - 25 липня 1997                                   |
| Міністр у справах преси та інформації                                           | Онуфрійчук Михайло Якович               | 18 листопада 1994 - 13 листопада 1996                               |
| Міністр у справах з питань національностей і міграції                           | Шульга Микола Олександрович             | 1 липня 1994 - 25 липня 1994                                        |
| Міністр у справах з питань національностей, міграції та культів                 | Шульга Микола Олександрович             | 25 липня 1994 - 17 липня 1995                                       |
| Міністр Кабінету Міністрів                                                      | Пустовойтенко Валерій Павлович          | З 21 липня 1994                                                     |
| Міністри без портфелів                                                          |                                         |                                                                     |
| Голова Служби безпеки                                                           | Маліков Валерій Васильович              | 12 липня 1994 - 3 липня 1995                                        |
| Голова Державного комітету у справах охорони державного кордону                 | Банних Віктор Іванович                  | виконувач обов'язків 15 жовтня 1994 - 25 січня 1994 З 25 січня 1995 |
| Голова Державного митного комітету                                              | Мірошніченко Едуард Анатолійович (в.о.) | 14 жовтня 1994 - 22 грудня 1994                                     |
| Голова Державного митного комітету                                              | Кравченко Юрій Федорович                | 22 грудня 1994 - 3 липня 1995                                       |
| Голова Фонду державного майна                                                   | Єхануров Юрій Іванович                  | в.о. 12 серпня 1994 - 20 вересня 1994, З 20 вересня 1994            |
| Голова Антимонопольного комітету                                                | Завада Олександр Леонідович             | 1 жовтня 1992 - 25 червня 2001                                      |
| Голова Правління Національного банку                                            | Ющенко Віктор Андрійович                | З 26 січня 1993                                                     |
| Голова Української державної будівельної корпорації «Укрбуд»                    | Гордійчук Григорій Опанасович           | З 29 липня 1994 до 14 червня 1995                                   |